# Санаторный (Иркутская область)
Санато́рный — посёлок в Шелеховском районе Иркутской области России. Входит в состав Подкаменнского муниципального образования.

## География
Посёлок находится на расстоянии примерно 32 км к юго-западу от города Шелехов, административного центра района.

## Население
| 2002 | 2010 | 2011 | 2012 |
| ---- | ---- | ---- | ---- |
| 16   | ↘7   | →7   | →7   |

### Половой состав
По данным Всероссийской переписи, в 2010 году в посёлке проживало 7 человек (4 мужчины и 3 женщины).